# Герасимов, Пётр Александрович
Пётр Алекса́ндрович Гера́симов (1812—1869/1870) — русский архитектор, реставратор и преподаватель, член-основатель и председатель Московского архитектурного общества в 1869 году.

## Биография
Родился в 1812 году (по другим сведениям — в 1810 году) в семье камер-лакея.
С ноября 1822 года учился в архитектурной школе Экспедиции кремлёвского строения с чином копииста на своё содержание. В марте 1827 года был произведён в канцеляриста. После окончания в 1832 году Московского дворцового архитектурного училища (МДАУ) со званием архитектора-помощника 3-го класса, служил в Московской дворцовой конторе. В 1836 году Герасимов снимал рисунки древних архитектурных деталей в Измайлове. В 1837 году был награждён бриллиантовым перстнем.
В 1838—1849 годах под руководством К. А. Тона участвовал в строительстве Большого Кремлёвского дворца. За строительство дворца получил чин коллежского секретаря и 400 рублей ассигнациями. В 1847 году был утверждён в звании архитектора. После окончания работ в Большом Кремлёвском дворце в 1849 году архитектор получил чин коллежского асессора, 1200 рублей серебром и золотую медаль на голубой ленте. В сентябре 1851 года П. А. Герасимову был пожалован орден Святой Анны 3-й степени.
В 1852—1855 годах в качестве помощника Н. И. Чичагова участвовал в перестройке здания старой Оружейной палаты. C 1849 по 1865 год преподавал в МДАУ перспективу и черчение. В октябре 1855 года был награждён орденом Святого Станислава 3-й степени, а в 1859 году тем же орденом 2-й степени.  С 1866 года преподавал архитектуру на архитектурном отделении Московского училища живописи, ваяния и зодчества. В 1868 году П. А. Герасимов стал начальником чертёжной Московской Дворцовой конторы. В 1867 году стал одним из членов-учредителей Московского архитектурного общества (МАО), а в год своей смерти стал председателем Общества (находился на этой должности менее месяца).
Скончался 20 декабря 1869 (1 января 1870) года в Пскове по дороге в отпуск за границу. Был похоронен в Москве на Ваганьковском кладбище; могила утрачена.

## Работы в Москве
- Реставрация и восстановление Теремного дворца, совместно с Ф. Г. Солнцевым (1836—1849, Московский Кремль);
- Участие в строительстве Большого Кремлёвского дворца (1838—1849, Московский Кремль);
- Перестройка Спасского собора Андроникова монастыря (1840—1850, Андроньевский проезд, 10);
- Ремонт Спасской башни Московского кремля, возведение часовен у Спасских ворот (1867—1868, Московский Кремль);
- Казармы придворных служителей (1868, Манежная улица, 11).

## Семья
Жена — Александра Петровна. Их дети:
- Анна (1849—?), замужем за Владимиром Егоровичем Маковским
- Александр (1852—1880)
- Екатерина (1854—?)
- Елена (1864—?)